# Robertson Davies

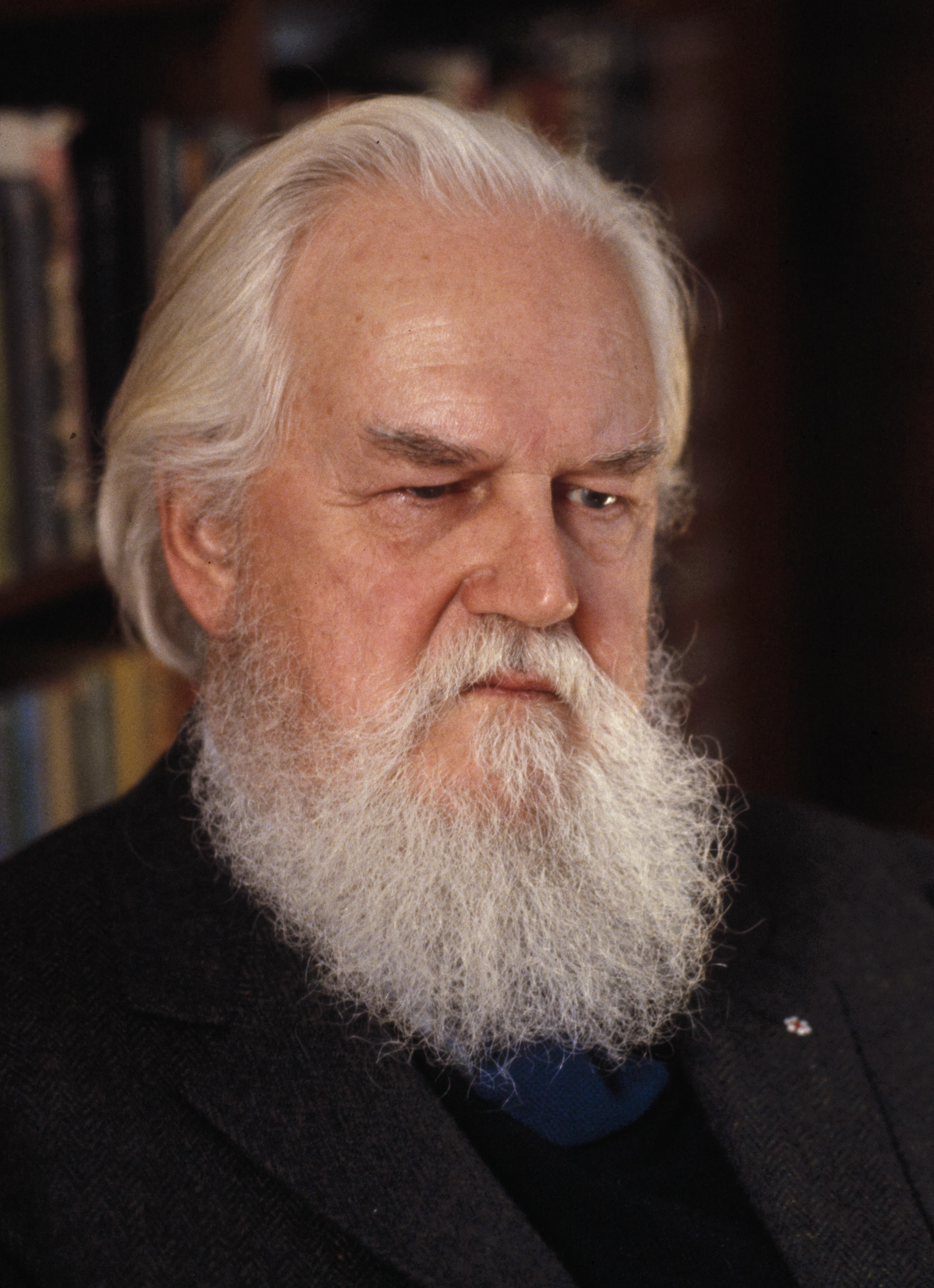
Robertson Davies

William Robertson Davies (Thamesville, 28 de agosto de 1913 - Orangeville, 2 de dezembro de 1995) foi um novelista, crítico, jornalista e professor canadense. É considerado um dos autores mais conhecidos e popular do país, e um dos "homens de letras" distinguidos do país, um apelido que alguns dizem que Davies aceitou com agrado, e outros dizendo que ele o detestava. Em uma entrevista com Peter Gzowski, Davies respondeu: "Eu iria aceitar com agrado. De fato, acredito que seja um título honrável, mas você sabve como pessoas estão começando a detestá-lo. Davies foi o fundado do Massey College, uma faculdade associadada com a Universidade de Toronto